# Michel Corbin
Pour les articles homonymes, voir Corbin.
 (mai 2023).
Si vous disposez d'ouvrages ou d'articles de référence ou si vous connaissez des sites web de qualité traitant du thème abordé ici, merci de compléter l'article en donnant les références utiles à sa vérifiabilité et en les liant à la section « Notes et références ».
Michel Corbin, né le 7 septembre 1936 à Cherbourg, est un prêtre jésuite français. Professeur de théologie il est un spécialiste de patristique et de philosophie médiévale.

## Biographie
Ancien élève de l'École polytechnique (X 1954), il entre dans la Compagnie de Jésus 19 octobre 1957 et est ordonné prêtre le 30 juillet 1966. En 1972, il soutient sa thèse de doctorat en philosophie à l'université Paris-Sorbonne, L'Intelligence de la foi. Problématique de la théologie spéculative chez Thomas d'Aquin. Il est également docteur en théologie.
À partir de 1968, il enseigne à l'Institut Catholique de Paris et au théologat jésuite du Centre Sèvres. Il a publié de nombreux ouvrages sur les Pères de l'Église - Augustin d'Hippone, Grégoire de Nysse, Basile de Césarée, Cyrille de Jérusalem et Hilaire de Poitiers) - et sur les théologiens cisterciens (Bernard de Clairvaux et Guillaume de Saint-Thierry). 
Son nom est plus étroitement associé à Anselme de Cantorbéry, dont il a dirigé l'édition complète en français et à qui il a consacré plusieurs monographies. Son interprétation d'Anselme s'inspire en particulier de René Girard et d'Emmanuel Levinas. 
Théologiquement, la Trinité de Dieu est au centre de l’œuvre de Michel Corbin. Il a rassemblé ses sermons en sept volumes. La plupart de ses livres sont publiés aux Éditions du Cerf.

### L'homme et la montagne
Passionné de montagne et des sommets, dès les années 1980, avec le père Joseph de la paroisse polonaise de Paris, il occupe en été le presbytère des Vigneaux (05), dispense ses homélie dans l'église le dimanche et entraine des jeunes à sa suite sur les glaciers et les grandes voies d'escalade du massif des Ecrins. Dans les années 2000, la municipalité ayant souhaité retrouver l'usage du bâtiment, l'équipe se retrouve à Pelvoux. Il dessert alors les paroisses de Pelvoux où il réside, Puy Saint Vincent et les Vigneaux (2022). Le reste de l'année, dans les années 2010, on pouvait parfois le retrouver à l'entrainement sur le circuit des 25 bosses de la forêt de Fontainebleau.

### Distinctions
- En 2017, il reçoit le prix Biguet de l'Académie française pour son livre sur La doctrine augustinienne de la Trinité.
- En 2022, il reçoit le prix du Cardinal Lustiger pour l'ensemble de son œuvre[4].

## Écrits

### Sur Anselme de Cantorbéry
- Quatre études sur l’œuvre d'Anselme de Cantorbéry, Institut catholique de Paris, Paris 1980.
- Cinq études sur l’œuvre d'Anselme de Cantorbéry, Institut catholique de Paris, Paris 1984.
- La Pâque de Dieu, Quatre études sur saint Anselme de Cantorbéry, Cerf, Paris 1997.
- Saint Anselme, Cerf, Paris 2004.
- Espérer pour tous, Cerf, Paris 2006.
- La grâce et la liberté, Augustin et Anselme, Cerf, Paris 2012.
- La contemplation de Dieu, Lecture du "Monologion" et du "Proslogion" de Saint Anselme du Bec, Cerf, Paris 2014, 2017.
- (Éd. ) L’œuvre d'Anselme de Cantorbéry, Cerf, Paris 1986 (latin-français)
  - Monologion. Proslogion, 1986
  - Le Grammairien. De la vérité. La liberté du choix. La chute du diable, 1987
  - Lettre sur l'incarnation du Verbe. Pourquoi un Dieu-homme, 1988
  - Sur l'accord de la prescience, de la prédestination et de la grâce de Dieu avec le libre choix. 1989
  - La Conception virginale et le péché originel, La procession du Saint Esprit. Lettres sur les sacrements de l’Église. Du pouvoir et de l'impuissance, 1990
  - Prière et raison de la foi. Introduction à l’œuvre de S. Anselme de Cantorbéry, 1992
  - Histoire des temps nouveaux en Angleterre. Vie de Saint Anselme, 1994
  - Correspondance, Lettres 1 à 147. Priorat et abbaye au Bec, 2004.

### Sur Grégoire de Nysse, Basile le Grand, Cyrille de Jérusalem et Hilaire de Poitiers
- La "Vie de Moïse" de Grégoire de Nysse, Cerf, Paris 2008.
- Une catéchèse pascale de saint Grégoire de Nysse, Cerf, Paris 2015, 2018.
- Les homélies de Grégoire de Nysse sur le "Cantique", Cerf, Paris 2018.
- L'Esprit-Saint chez Basile de Césarée, Cerf, Paris 2010.
- Les catéchèses baptismales de saint Cyrille de Jérusalem, Lessius, Bruxelles 2011.
- Saint Hilaire de Poitiers, Cerf, Paris 2016.
- La Trinité selon Saint Hilaire de Poitiers, 2 tomes, Cerf, Paris 2016-2017.

### Sur Bernard de Clairvaux et Guillaume de Saint-Thierry
- La grâce et la liberté chez Saint Bernard de Clairvaux . Cerf, Paris 2002.
- L'itinéraire intérieur de Guillaume de Saint-Thierry. Essai sur "L'énigme de la foi", 1143 . Cerf, Paris 2019.
- Le Livre de Saint Bernard sur l'amour . Éditions du Cerf, Paris 2019.

### Œuvres homilétiques
- L'entre-temps . 3. Cerf, Paris 1992-1994.
- Louange et veille . 4. Cerf, Paris 2009-2015.
  - Homélies pour le temps de Noël et de l'Épiphanie . 2009
  - Homélies pour le temps de Pâques . 2011
  - Homelies pour le temps ordinaire . 7e au 20e dimanche . 2015
  - Homelies pour le temps ordinaire. 21e au 34e dimanche . 2015

### Autres travaux
- Essai sur le mystère trinitaire . Institut catholique de Paris, Paris 1980.
- L'inouï de Dieu. Six études christologiques . Desclée De Brouwer, Paris 1981.
- La Trinité ou L'excès de Dieu . Cerf, Paris 1997.
- La Paternité de Dieu . Cerf, Paris 1998.
- Résurrection et nativité. Lecture théologique de Jean 20, 1-31 . Cerf, Paris 2002.
- La doctrine augustinienne de la Trinité . Cerf, Paris 2016. (Prix Biguet 2017 de l'Académie Française)
- Lecture pascale des noms divins selon Denys l'Aréopagite, Cerf, Paris, 2021.
- L'inouï de Dieu : lectures du prologue de Jean, Cerf, Paris, 2023